# The Quiller Memorandum
The Quiller Memorandum (bra: A Morte Não Manda Aviso; prt: O Processo Quiller) é um filme britano-estadunidense de 1966 dirigido por Michael Anderson, com roteiro de Harold Pinter baseado no romance de espionagem The Berlin Memorandum, de Trevor Dudley-Smith, publicado em 1965.  
As locações tiveram lugar em Berlim Ocidental e nos estúdios da Pinewood, na Inglaterra. 
O filme foi indicado para três BAFTA[carece de fontes?], e o roteiro foi indicado ao prêmio Edgar.[carece de fontes?]

## Elenco
- George Segal .... Quiller
- Alec Guinness .... Pol
- Max von Sydow .... Oktober
- Senta Berger .... Inge Lindt
- George Sanders .... Gibbs
- Robert Helpmann .... Weng
- Robert Flemyng .... Rushington
- Peter Carsten .... Hengel
- Ernst Walder .... Grauber
- Edith Schneider .... diretora
- Philip Madoc .... ajudante de Oktober
- Günter Meisner .... Hassler
- John Rees .... ajudante de Oktober
- John Moulder-Brown .... aluno com Inge
- Victor Beaumont .... gerente do boliche
- Paul Hansard .... Doutor Loewe
- Philo Hauser .... porteiro noturno
- Hans Schwarz Jr. .... barman
- Herbert Stass .... Kenneth Lindsay Jones
- Claus Tinney .... Hughes

## Trilha sonora
A trilha sonora ambiental foi composta por John Barry e gravada em álbum da Columbia em 1966. A faixa "Wednesday's Child", gravada por Ray Conniff, foi lançada como single.

### Faixas
1. "Wednesday's Child" – Main Theme (instrumental)
2. "Quiller Caught" – The Fight
3. "The Barrel Organ"
4. "Oktober" – Walk from the River
5. "Downtown" (composta por Tony Hatch)
6. "Main Title Theme"
7. "Wednesday's Child" – versão vocal, com Matt Monro (letra de Mack David)
8. "The Love Scene" – The Old House
9. "Autobahn March"
10. "He Knows The Way Out"
11. "Night Walk in Berlin"
12. "Quiller and the Bomb"
13. "Have You Heard of a Man Called Jones?" – créditos finais